# Tamazight du Maroc central
Pour les articles homonymes, voir Tamazight (homonymie) et Braber.
Le tamazight du Maroc central ou braber (tifinagh : ⵜⴰⵎⴰⵣⵉⵖⵜ ; ABL : tamaziɣt), est une langue berbère parlée dans le centre du Maroc, autour du Moyen Atlas et du Haut Atlas Oriental.
Cette langue, qui fait partie de la famille des langues afro-asiatiques, utilise l'alphabet tifinagh ; les alphabets latin et arabe sont aussi souvent employés. La majorité des locuteurs du tamazight du Maroc central habitent dans les provinces de Beni-Mellal, Khenifra, Ifrane, Khemisset, Midelt et Azrou.